# 宇和島警察署
宇和島警察署（うわじまけいさつしょ）は、愛媛県警察が管轄する警察署の一つである。

## 所在地
- 愛媛県宇和島市並松二丁目1番30号
- 小説「世界の中心で、愛をさけぶ」の登場人物、アキ（廣瀬亜紀）の家が、すぐ北隣にあるとされる。署内には、主人公のサク（松本朔太郎）も剣道の稽古をしたと空想され、大木龍之介も柔道の稽古をしたと空想される道場がある。

## 管轄区域
- 宇和島市
- 北宇和郡鬼北町、松野町

## 沿革
- 2005年4月1日：「鬼北警察署」を統合した。
- 2020年3月23日：目黒警察官連絡所を廃止。

## 内部組織
- 警務課 - 警務係、被害者支援係、警察相談係
- 会計課 - 会計係
- 留置管理課 - 留置係
- 生活安全課 - 生活安全係、申請許可係、少年係、警察相談係
- 地域課 - 地域係、船舶係、通信指令係、地域指導係、自動車警ら係、地域特捜係
- 刑事課 - 指導係、強行犯係、性犯罪捜査係、盗犯係、知能犯係、組織犯係、鑑識係
- 交通課 - 指導係、交通係、交通機動係
- 警備課 - 警備係

## 交番
（ ）の中は所在地

### 宇和島市
- 駅前交番（宇和島市錦町9番1号）
- 城南交番（宇和島市文京町3番3号）
- 吉田交番（宇和島市吉田町東小路甲91番地4）

### 鬼北町
- 鬼北交番（北宇和郡鬼北町大字芝225番地1） - 警部交番で所長は警部

## 駐在所
（ ）の中は所在地

### 宇和島市
- 津島駐在所（宇和島市津島町岩松甲582番地2）
- 百之浦駐在所（宇和島市百之浦1361番地）
- 三浦駐在所（宇和島市三浦西新76番地7）
- 来駐在所（宇和島市保田甲786番地2）
- 玉津駐在所（宇和島市吉田町法花津１番耕地336番地5）
- 清満駐在所（宇和島市津島町岩渕丙533番地1）
- 下灘駐在所（宇和島市津島町嵐237番地1）
- 遊子駐在所（宇和島市遊子4407番地）
- 日振島駐在所（宇和島市日振島1740番地）
- 三間駐在所（宇和島市三間町宮野下40番地1）

### 鬼北町
- 泉駐在所（北宇和郡鬼北町大字小倉220番地）
- 三島駐在所（北宇和郡鬼北町大字小松1395番地）
- 日吉駐在所（北宇和郡鬼北町大字下鍵山129番地）

### 松野町
- 松野駐在所（北宇和郡松野町大字松丸72番地第3）
- 吉野駐在所（北宇和郡松野町大字吉野2695番地3）

## 警察官連絡所

### 宇和島市
- 立間警察官連絡所（宇和島市吉田町立間2番耕地2485番地4）
- 喜佐方警察官連絡所（宇和島市吉田町沖村甲2523番地6）
- 石応警察官連絡所（宇和島市石応583番地21）
- 高光警察官連絡所（宇和島市高串2番耕地170番地7）
- 城北警察官連絡所（宇和島市和霊公園102番地）
- 城東警察官連絡所（宇和島市広小路1番45号）
- 畑地警察官連絡所（宇和島市津島町上畑地甲80番地1）
- 北灘警察官連絡所（宇和島市津島町北灘甲2147番地38）
- 下波警察官連絡所（宇和島市下波2952番地4）

### 鬼北町
- 好藤警察官連絡所（北宇和郡鬼北町大字内深田1231番地）
- 愛治警察官連絡所（北宇和郡鬼北町大字清水145番地）